# Letališče Stepanakert
Letališče Stepanakert (armensko Ստեփանակերտի Օդանավակայան, azerbajdžansko Xocalı Beynəlxalq Hava Limanı) je letališče v Xocalı, blizu Stepanakerta, glavnega mesta de facto samostojne Republike Arcah (NKR). Letališče je pod nadzorom Republike Arcah od leta 1992. Zaradi vojne v Gorskem Karabahu je letališče nehalo obratovati leta 1990. Letališče leži znotraj mednarodno priznanih meja Azerbajdžana, kjer trenutna vlada ni priznana. Zaradi tega Mednarodno združenje za zračni transport (IATA) nima kode za letališče.
Leta 2009 so oblasti v Gorskem Karabahu začele z rekonstrukcijo objektov. Mišljeno je bilo, da bi komercialni leti iz letališča ponovno poleteli 9. maja 2011, ampak so oblasti odprtje prenovljenega letališče preklicale za leto 2011. Maja 2012 je direktor Civilne letalske administracije Gorskega Karabaha, Tigran Gabrielyan, oznanil, da bo letališče ponovno začelo obratovati v sredi leta 2012. Kljub temu pa je letališče ostalo zaprto zaradi varnostnih razlogov.

## Objekti
Letališče se nahaja na nadmorski višini 610 metrov. Ima eno pristajalno stezo označeno v smeri 05/23 z asfaltiranim površjem v merah 2.178 m x 37 m.

## Zgodovina
Ob koncu leta 1980 je letališče služilo stalnim potnikom med Erevanom in Stepanakertom. Z zaostritvijo karabahskega konflikta so oblasti Azerbajdžanske SSR blokirale Armensko SSR; letališče Gorsko-Karabahske Avtonomne Oblasti (ali NKAO) je bila edina možnost stika z zunanjim svetom iz regije Karabah. Letališče je pod nadzorom Republike Gorski Karabah vse od premirja vojne v Gorskem Karabahu leta 1994.

### Prenova
Leta 2009 se je začela gradnja novega potniškega terminala. Izvedena so bila tudi popravila na glavni pristajalni stezi. Po podatkih ministra za mestni razvoj Republike Gorski Karabah, Karen Shahramanian, naj bi se gradnja terminala končala novembra 2010; vendar se je datum prestavil na april 2011. Nameščena je bila tudi oprema za zračno navigacijo. Oblasti trdijo, da bo prenovljeno letališče zmožno sprejeti 200 potnikov na uro.
5. aprila 2011 je bilo oznanjeno, da je odprtje letališča prestavljeno. Dmitry Adbashyan, vodja Civilne letalske administracije Gorskega Karabaha (NKR) je oznanil, da naj bi se letališče odprlo poleti leta 2011. Oblasti Republike Gorski Karabah vztrajajo, da do prestavitve odprtja ni prišlo zaradi takratnega spora z Azerbajdžanom.

### Odzivi
Kmali po izjavi Civline letalske administracije Republike Gorski Karabah o odprtju letališča 9. maja 2011, je Arif Mammadov, direktor azerbajdžanske Civilne letalske administracije opozoril na letalsko zakonodajo. Zaradi zakonodaje so leti med Erevanom in Stepenakertom nepooblaščeni in bi bili lahko sestreljeni.
Na to izjavo se je odzval David Babayan, direktor centralnega ministrstva za informacije predsedniške pisarne Republike Gorski Karabah. Dejal je, da bo v primeru poskusa sestrelitve letala iz azerbajdžanske strani Obrambna armada Gorskega Karabaha "ustrezno odgovorila". Predsednik Armenije, Serzh Sargsyan, je grožnjo o sestrelitvi komercialnega letala označil za "nesmisel". Sargsyan je še dejal, da bi bil prvi potnik na otvoritvenem letu iz Erevana v Stepenakert.
Azerbajdžanska predsedniška administracija je izjavo predsednika Sargysyana označila za provokacijo Armencev. Nekaj dni kasneje je, Elkhan Polukhov, predstavnik azerbajdžanskega zunanjega ministrstva oznanil, da "Azerbajdžan ni in ne bo uporabil sile proti civilnim objektom.”
Generalni sekretar Združenih držav Amerike, Philip Gordon, kot tudi ambasadorja Azerbajdžana in Armenije, Matthew Bryza in Marie L. Yovanovitch, so grožnjo označili za "nesprejemljivo". Svetovali so, da naj se težave v zvezi z varovanjem letališča odpravijo pred njegovim odprtjem.
OSCE Skupina Minsk, ki se zavzema za pogajanja pri tem konfliktu, je opozorila, da stališče letališča ne more biti uporabljeno v namen podpore katerih koli trditev o spremembi statusa Gorskega Karabaha. Poleg tega pa je obe strani pozvala k delovanju po mednarodnem pravu in k uskladitvi letov čez njun teritorij.
Številni posamezniki in skupine so javno izrazile svoje nasprotovanje o odprtju letališča, vključno z ameriškim ambasadorjem v Azerbajdžanu, Richardom Morningstarom, ki je novembra 2012 dejal, da je "prepričan, da delovanje letališče ne bo pripomoglo k iskanju miru."
Turški zunanji minister Ahmet Davutoğlu, je dejal, “da takšna provokativna dejanja ne bodo pripomogla k mirovnemu dogovoru karabahskega konflikta" in pozval Armenijo "k prenehanju provokativnosti" Generalni sekretar GUAM-a,  Valeri Chechelashvili, je izjavil, da je letališče znotraj ozemeljske celovitosti in neodvisnosti Azerbajdžana in da ne more delovati brez njegovega dovoljenja.
14. aprila 2011 je triindvajset članov Parlamentarne skupščine Sveta Evrope (PACE) odobrila izjavo, ki obsoja Armenijo na "izgradnjo letališča na okupiranem ozemlju Azerbajdžana." Dokument poudarja, da izgradnja letališča nasprotuje pravilom mednarodnega prava. Deklaracija je pozvala Erevan k prenehanju gradnje.
Turška vlada je obsodila prizadevanja Armenije k odprtju letališča in ponovno izjavila, da bo svoj zračni prostor zaprla Armeniji, v primeru, da se bo letališče odprlo.

## Letalske družbe in destinacije
Pričakovano je, da bo Karabah imel lete samo v Erevan, Armenijo, s prevoznikom Arcah Air, ki je v državni lasti. Letalska družba je bila ustanovljena 26. januarja 2011, istega leta je nameravala kupiti tri Bombardier CRJ200 potniška letala. Uradniki so izjavili samo, da bo enosmerna vozovnica do glavnega mesta Armenije stala 6.000 armenskih dramov (11.07€). Letališče trenutno, aprila 2020, še ne obratuje.